# Berndorf (Lehrberg)
Berndorf (fränkisch ebenfalls Berndorf) ist ein Gemeindeteil des Marktes Lehrberg im Landkreis Ansbach (Mittelfranken, Bayern). Berndorf liegt in der Gemarkung Obersulzbach.

## Geografie
Durch das Dorf fließt der Berndorfer Bach, ein linker Zufluss des Emischbachs, der rechts in den Sulzbach fließt. Dieser mündet rechts in die Fränkische Rezat. Im Norden erhebt sich der Vogelbuck, dahinter liegt das Heiligenholz, im Süden grenzt das Waldgebiet Altes Schloß an. Gemeindeverbindungsstraßen führen nach Untersulzbach zur Kreisstraße AN 2 (1,3 km nordöstlich) bzw. zur AN 2 bei Obersulzbach (0,8 km nördlich). Eine weitere Gemeindeverbindungsstraße führt nach Colmberg zur Staatsstraße 2255 (2,5 km nordwestlich).

## Geschichte
Der Ort wurde 1319 als „Berndorf“ erstmals urkundlich erwähnt. Das Bestimmungswort des Ortsnamens ist entweder der Personenname Bero oder der Bär. Im ersten Fall würde auf den Gründer der Siedlung verwiesen werden, im zweiten Fall darauf, dass es in der Umgebung Bären gab.
Ungefähr 500 Meter südwestlich von Berndorf befindet sich auf einem Plateau der denkmalgeschützte Burgstall des großen, runden Turmhügels Altes Schloss, der im Volksmund „Alte Burg“ genannt wird. Die Burg war wohl Sitz der Ritter von Geißendorf, die zur Colmberger Burgmannschaft zählten.
Im 16-Punkte-Bericht des Oberamtes Ansbach von 1684 wurden für Berndorf 17 Mannschaften verzeichnet. Grundherren waren Stiftsamt Ansbach (12 Anwesen), das Kastenamt Colmberg (1) und das Vogtamt Birkenfels (4). Das Hochgericht übte das brandenburg-ansbachische Hofkastenamt Ansbach aus, die Dorf- und Gemeindeherrschaft hatte das Stiftsamt Ansbach.
Gegen Ende des 18. Jahrhunderts gab es in Berndorf 14 Anwesen. Das Hochgericht übte das Hofkastenamt Ansbach aus. Die Dorf- und Gemeindeherrschaft hatte das Stiftsamt Ansbach. Grundherr über alle Anwesen war das Fürstentum Ansbach (Stiftsamt Ansbach: 1 Dreiviertelhof, 6 Köblergüter, 3 Söldengütlein; Kastenamt Colmberg: 4 Köblergüter). Neben den Anwesen gab es noch kommunale Gebäude (Hirtenhaus, Brechhaus). Von 1797 bis 1808 unterstand der Ort dem Justiz- und Kammeramt Ansbach.
Im Rahmen des Gemeindeedikts wurde Berndorf dem 1808 gebildeten Steuerdistrikt Obersulzbach und der 1811 gegründeten Ruralgemeinde Obersulzbach zugeordnet. Im Zuge der Gebietsreform in Bayern wurde diese am 1. Mai 1978 nach Lehrberg eingemeindet.

## Einwohnerentwicklung
| Jahr      | 001818 | 001840 | 001861 | 001871 | 001885 | 001900 | 001925 | 001950 | 001961 | 001970 | 001987 | 002008 |
| Einwohner | 72     | 88     | 85     | 86     | 79     | 78     | 90     | 89     | 75     | 77     | 74     | 67     |
| Häuser    | 21     | 17     |        |        | 16     | 17     | 18     | 16     | 15     |        | 17     |        |
| Quelle    | [ 15 ] | [ 16 ] | [ 17 ] | [ 18 ] | [ 19 ] | [ 20 ] | [ 21 ] | [ 22 ] | [ 23 ] | [ 24 ] | [ 25 ] | [ 1 ]  |

## Religion
Der Ort ist seit der Reformation evangelisch-lutherisch geprägt und bis heute nach St. Maria (Obersulzbach) gepfarrt. Die Einwohner römisch-katholischer Konfession sind nach St. Dionysius (Virnsberg) gepfarrt.